# Zmije písečná
Zmije písečná, nazývaná také zmije saharská (Cerastes vipera), je druh jedovatého hada z čeledi zmijovití (Viperidae) a rodu Cerastes. Druh popsal Carl Linné v roce 1758, holotyp pocházel z území dnešního egyptského guvernorátu Kafr aš-Šajch. Zmije písečná je druhem severní Afriky a Středního východu, vyskytuje se od Západní Sahary, Mauritánie a jižního Maroka přes státy severní a severovýchodní Afriky až do jihozápadního Izraele, Jordánska a Saúdské Arábie (Džizán). Výskyt v Libanonu nebyl potvrzen.
Typový jedinec (samec) měřil na délku celkem 380 mm. Zmije písečná je nížinný druh hada, jehož areál výskytu se pohybuje od hladiny moře až do nadmořské výšky kolem 1 000 m. Žije výhradně v pouštních stanovištích, obývá jak křovinaté oblasti při pobřeží, tak písečné duny, kde roste pouze sporá vegetace. Drobné obratlovce zabíjí pomocí jedu. Zatímco většina jiných druhů hadů loví buďto ze zálohy, anebo kořist aktivně vyhledává – přičemž zmije využívají především první zmíněnou strategii –, zmije písečná kombinuje oba způsoby lovu. Mezi říjnem a dubnem had hibernuje a právě před začátkem tohoto období se ze zmijí nejčastěji stávají aktivní lovci. Aktivnímu lovu více holdují také dospělci, zatímco nedospělí jedinci, kteří ještě nenabrali tolik loveckých zkušeností, a mohou být navíc vystaveni také vyšší míře predace, se spoléhají na lov ze zálohy. Zmije písečná je vejcoživorodý druh, samice rodí tři až pět mláďat.
Podle Mezinárodního svazu ochrany přírody jde o málo dotčený druh se stabilní populací. V Egyptě jsou nicméně tyto zmije ve velkém loveny z volné přírody pro získání jejich jedu.